# Mecistomela marginata
Mecistomela marginata is een keversoort uit de familie bladkevers (Chrysomelidae). De wetenschappelijke naam van de soort werd in 1821 gepubliceerd door Thunberg.